# Śorkot
Śorkot (urdu: شورکوٹ‬, pendżabski: شورکوٹ‬)– miasto w Pakistanie, w prowincji Pendżab. W 2017 roku liczyło 42 962 mieszkańców.